# Adenomera simonstuarti
Espèce
Synonymes
- Leptodactylus simonstuarti Angulo & Ichochea, 2010

Adenomera simonstuarti est une espèce d'amphibiens de la famille des Leptodactylidae.

## Répartition
Cette espèce se rencontre entre 280 et 694 m d'altitude dans le haut bassin de l'Amazone :
- au Pérou dans la région de Cuzco ;
- en Bolivie dans le département de Pando.

## Étymologie
Cette espèce est nommée en l'honneur de Simon Nicholas Stuart (1956-).

## Publication originale
- Angulo & Ichochea, 2010 : Cryptic species complexes, widespread species and conservation: lessons from Amazonian frogs of the Leptodactylus marmoratus group (Anura: Leptodactylidae). Systematics and Biodiversity, vol. 8, p. 357-370.